# Bad Doberan

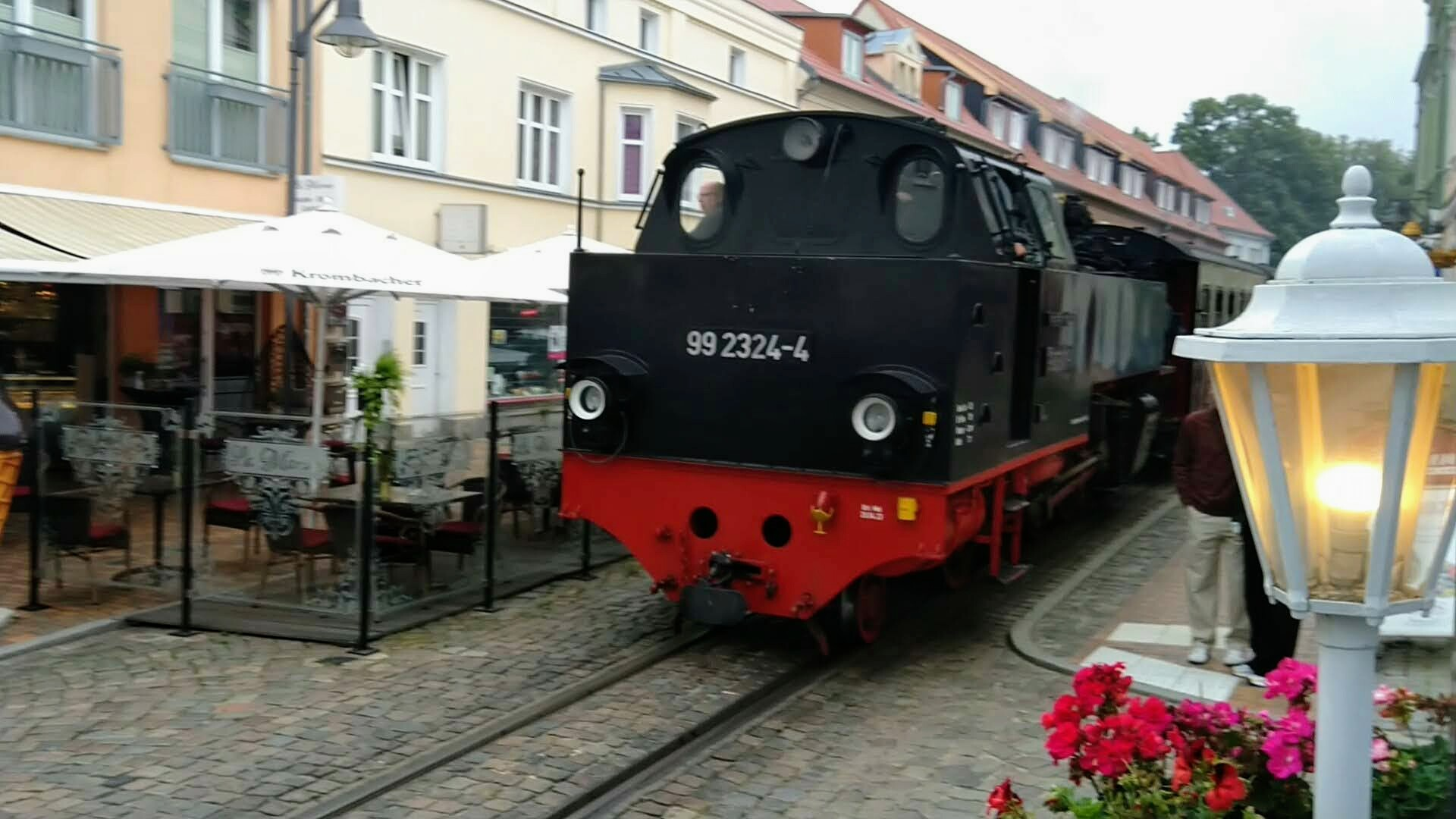
Bäderbahn „Molli“ auf der Fahrt durch die Stadt

Bad Doberan (bis 1921 Doberan) ist eine Stadt im Landkreis Rostock in Mecklenburg-Vorpommern. Sie ist Sitz des Amtes Bad Doberan-Land, dem neun Gemeinden angehören, selbst aber nicht amtsangehörig. Die Stadt ist eines der 18 Mittelzentren des Landes.
Der Ort entwickelte sich um das gotische Münster, die 1232 geweihte Kirche des Klosters Doberan. Bad Doberan ist bekannt für seine gut erhaltene Altstadt mit vielen Baudenkmalen, die Galopprennbahn sowie für seinen Stadtteil Heiligendamm an der Ostsee. Das Seebad Heiligendamm wurde 1793 gegründet und ist das älteste Seebad auf dem europäischen Kontinent.

## Geographie
Bad Doberan liegt zwischen Rostock und Wismar am Nordostrand der Kühlung, einer Stauchmoräne mit größeren Wäldern. Im knapp 6 km entfernten Ortsteil Heiligendamm verfügt die Stadt über einen etwa 1 km langen Ostseestrand, im Westen am Kleinen Wohld befindet sich Steilküste, im Osten Flachküste, die in den Heiligen Damm übergeht. Im Stadtgebiet wie in Stadtnähe gibt es größere Waldungen, u. a. Großer und Kleiner Wohld, Kellerswald und Doberaner Holz. Im Nordwesten grenzt die Stadt an den Conventer See.
Zu Bad Doberan gehören die Ortsteile Althof, Heiligendamm und Vorder Bollhagen.

## Geschichte

### Name
Der Name Doberan, ursprünglich Dobran, leitet sich wahrscheinlich von einem polabischen Personennamen Dobran mit der Bedeutung „gut“ (dobry) ab. Bis 1921 waren unterschiedliche Schreibweisen des Namens wie Dobĕran oder Dobberan gebräuchlich.
Der Sage nach soll der Name Doberan mit dem Versprechen Heinrich Borwins I., Fürst zu Mecklenburg zusammenhängen, an der Stelle seines ersten erlegten Hirsches ein Kloster zu errichten. Die aufgeschreckten Schwäne kreischten dobre, dobre (gut). Bis heute zieren Hirsch und Schwan das Wappen der Stadt.

### Mittelalter

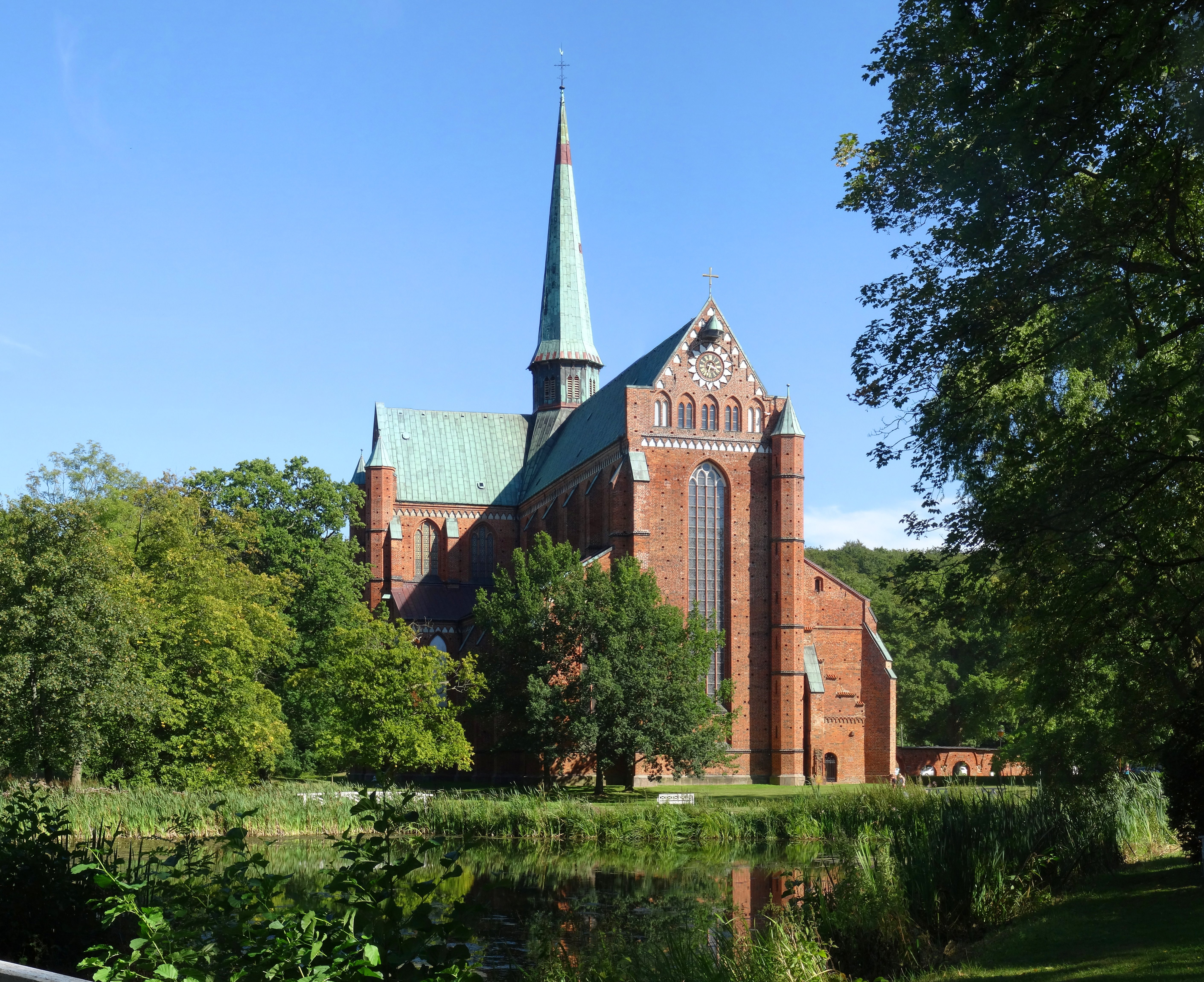
Doberaner Münster – Kirche des ehem. Zisterzienserklosters

Die heutige Stadt Bad Doberan wurde erstmals 1177 urkundlich als Villa Slavica Doberan erwähnt. Bereits 1171 hatten Mönche des Zisterzienserordens aus dem Kloster Amelungsborn (Weserbergland) im 3 km weiter südöstlich gelegenen Althof ein Kloster gegründet – das erste in Mecklenburg. Während eines Aufstandes der seit etwa 700 n. Chr. in Mecklenburg ansässigen Slawen wurden die Klosterbauten 1179 großteils zerstört. Sieben Jahre später unternahmen die Zisterzienser einen weiteren Versuch der Klostergründung in Mecklenburg. Von dem 1186 nahe Althof gegründeten Doberaner Kloster sind heute noch das Doberaner Münster, das um 1250 erbaute Beinhaus, die Klostermühle, das Kornhaus, die Ruine des 1979 abgebrannten Wirtschaftsgebäudes und die der Klosterscheune sowie die vollständig erhaltene und zu großen Teilen restaurierte Klostermauer erhalten.
Der 1232 geweihte romanische Vorgängerbau des heutigen Doberaner Münsters wurde nach dem Brand von 1291 durch einen gotischen Kirchenbau ersetzt, wobei die erhaltenen Teile der romanischen Kirche in den Baukörper der neuen Klosterkirche mit einbezogen wurden. Der gotische Kirchenneubau wurde 1368 geweiht.
Das Doberaner Kloster war durch seine wirtschaftlichen Unternehmungen sehr wohlhabend, zeitweilig gehörten ihm 66 Dörfer und Güter. Bis zur Auflösung des Klosters im Zuge der Reformation im Jahr 1552 bestimmte es die Entwicklung des Ortes Doberan. Neben dem Kloster gab es eine Handwerkersiedlung, den Kammerhof (ehemaliger Bauhof des Klosters), zwei Gastwirtschaften, eine Ziegelei, eine Schmiede und einige Kötter. Daran änderte sich wenig, nachdem das Kloster 1552 an den Landesherrn übergegangen war. Im Kloster wurde ein herzogliches Amt eingerichtet, des Weiteren entstanden eine Mühle und ein Jägerhaus.

### Neuere Geschichte

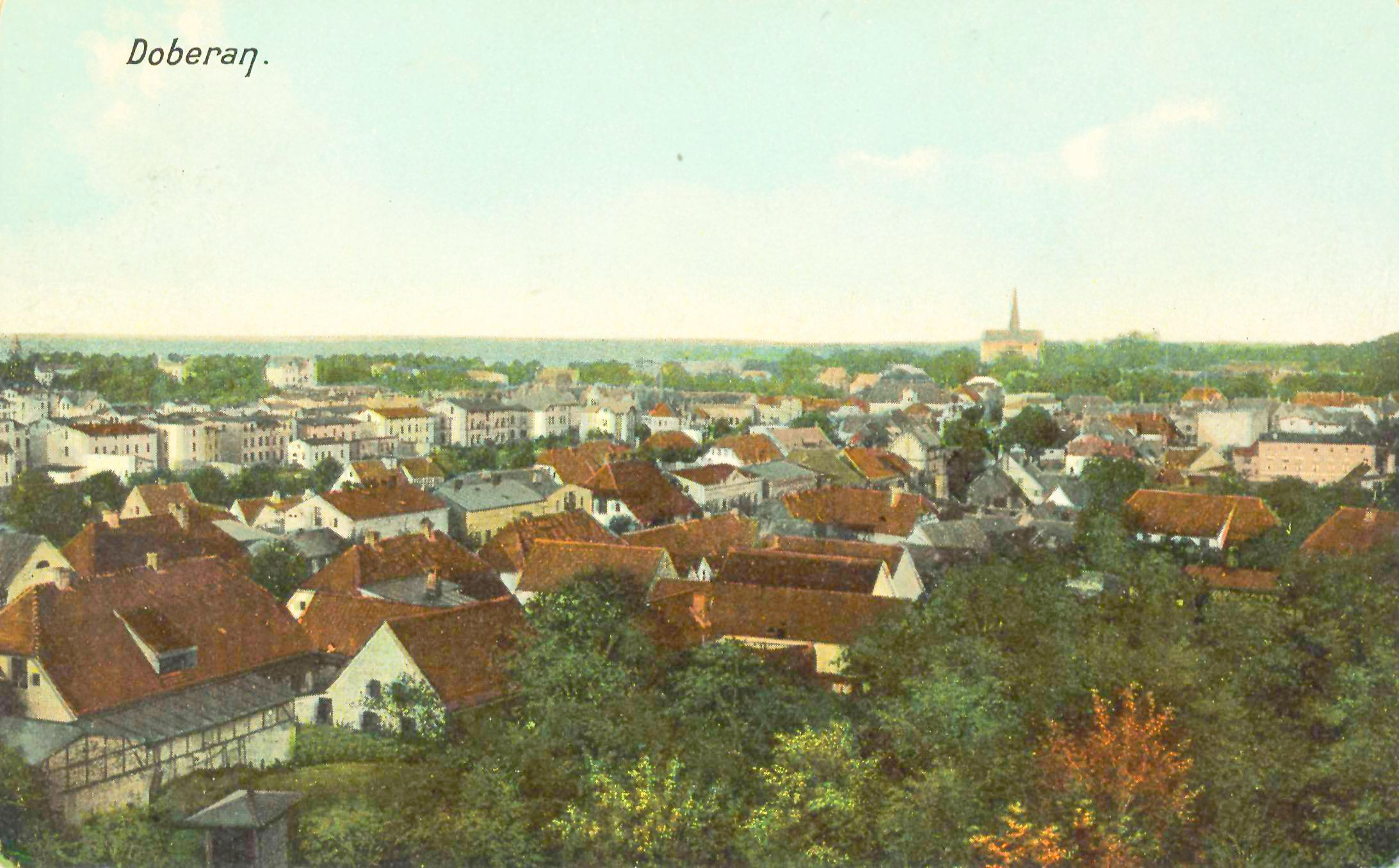
Stadtansicht (um 1900)

Stadtplan (um 1908)

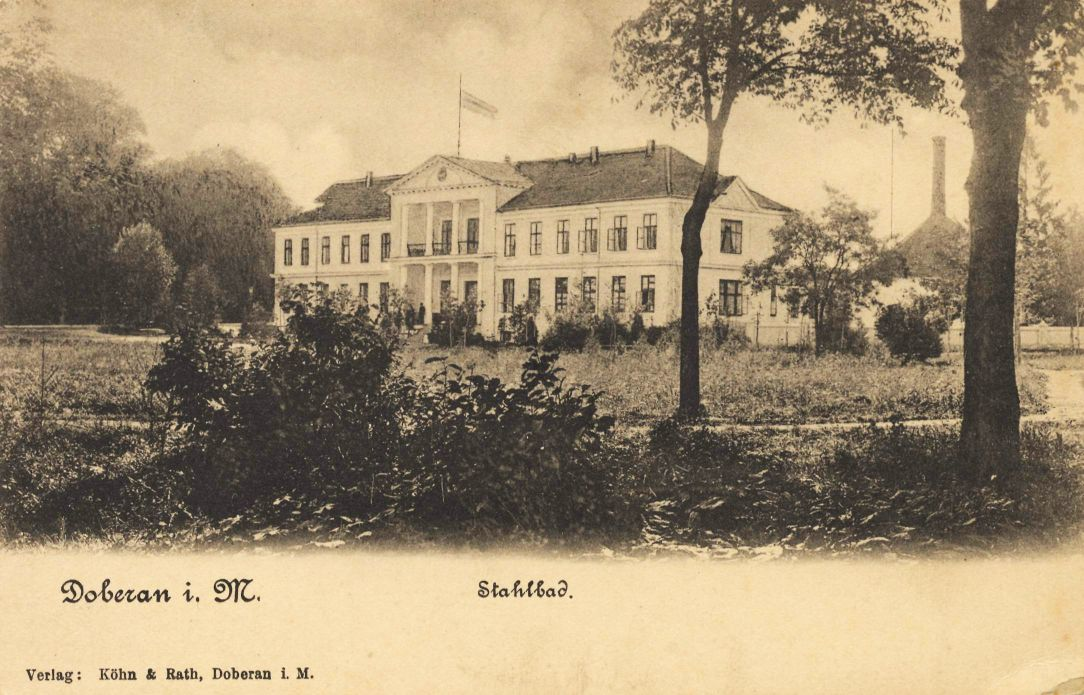
Das Stahlbad (um 1905)

Doberan litt im Dreißigjährigen Krieg.
Der Status Doberans verbesserte sich im 18. Jahrhundert erheblich, als der mecklenburgische Herzog Friedrich Franz I. es zum Erholungs- und Vergnügungsort der herzoglichen Familie, des mecklenburgischen Adels und später auch des wohlhabenden Bürgertums bestimmte. Aus England war bekannt geworden, dass Baden in der See besonders gesundheitsfördernd sei. Im Jahr 1793 badete der Herzog deshalb auf Anraten seines Rostocker Leibarztes Samuel Gottlieb Vogel am „Heiligen Damm“ in der Ostsee und markierte damit die Geburt des ersten deutschen Seebades Heiligendamm. In Doberan wohnten die Badegäste und vergnügten sich mit Glücksspiel (die herzogliche Badekasse kassierte jährlich 30.000 Taler Abgaben von der 1802 gegründeten herzoglichen Doberaner Spielbank, die mit einer Unterbrechung von 1849–1851 bis 1867 bestand), Tanz und Pferderennen (mutmaßlich das erste Galopprennen am 10. August 1822 in Deutschland).
Namhafte Baumeister wie Carl Theodor Severin, Schüler der zwei Altmeister klassizistischer Baukunst Carl Gotthard Langhans und Friedrich Gilly, und auch Johann Christoph von Seydewitz bauten in rascher Folge im rein klassizistischen Stil das Logierhaus, das Salongebäude mit dem repräsentativen Festsaal im Empirestil, das Palais des Fürsten, das Prinzenpalais, das Stahlbad, mehrere Bürgerhäuser und die vielgerühmten Pavillons im chinesischen Stil einschließlich des Kleinods der Gartenarchitektur, des sogenannten Kamps. Des Fürsten Dank für den Baumeister, der das Gesicht Doberans wesentlich prägte, war sehr gering; Severin starb in Armut und Vergessenheit in Bad Doberan, wo er an unbekannter Stelle beigesetzt ist. Die Blütezeit (1793: 900, 1840: 3000, 1870: 4000 Einwohner) hielt nur wenige Jahrzehnte vor. Allmählich entwickelte sich Heiligendamm, das einstige Anhängsel Doberans, zu einem eigenständigen Seebad, und um Doberan wurde es wieder still.
1879 gründete Großherzog Friedrich Franz II. in Doberan ein Progymnasium. Anfangs war es untergebracht im sogenannten „Puppenhaus“ nahe der Klostermauer. Das Gymnasium erhielt 1883 nach seinem Gründer den Namen Friderico-Francisceum. Erst 1889 konnte das Gymnasium in das noch heute angestammte Gebäude am Alexandrinenplatz, nach Fertigstellung durch den Hofbaurat Gotthilf Ludwig Möckel, einziehen.
Dem Ort wurde 1879 das Stadtrecht verliehen (Wappenspruch: Hirsch, Krummstab und Schwan / sind das Wappen von Doberan). Doberan wurde 1881 schließlich auch eine Landstadt in Mecklenburg und war als solche bis 1918 als Teil der Städte des Mecklenburgischen Kreises auf Landtagen der seit 1523 vereinten Stände vertreten. Der Bau der Eisenbahnlinie Rostock–Bad Doberan–Wismar 1883/1884 mit dem Bahnhof Doberan und 1886 bis 1910 die Einrichtung einer Dampf-Schmalspurbahn änderten wenig an Doberans Stillstand. Sie half aber in den Sommermonaten den Strom der Badegäste in Richtung Heiligendamm, Arendsee und Brunshaupten besser befördert zu bekommen. Die Bahn, im Volksmund „Molli“ genannt, fährt bis heute vom Zentrum der Stadt über Heiligendamm nach Kühlungsborn. Aus Anlass der 750-jährigen Ersterwähnung Doberans durfte die Stadt ab 1921 den Zusatz „Bad“ Doberan in ihrem Namen führen. Unter Bürgermeister Ernst Barten (1901–1945) gehörte Bad Doberan im August 1932 zu den ersten Städten des Deutschen Reiches, die Adolf Hitler die Ehrenbürgerschaft verlieh. Kurz darauf erfolgte die Umbenennung der bisherigen Dammchaussee in „Adolf-Hitler-Straße“. Der Reichstatthalter für Mecklenburg verordnete im März 1936 eine Vereinigung von Bad Doberan und Heiligendamm, die am 1. April durch die Stadt selbst vollzogen wurde. Außerordentlich große Schwierigkeiten, enorme Sparzwänge und Versorgungsengpässe erlebte die Bevölkerung in den Jahren des Krieges.

### Bad Doberan heute
Von etwa 1965 bis 1985 entstanden die Wohngebiete Buchenberg mit 1049 Wohnungen und Kammerhof mit 589 Wohnungen in Plattenbauweise. Nach dem Ende der DDR wurden ab 1991 der historische Stadtkern und der Klosterbereich von Bad Doberan im Rahmen der Städtebauförderung grundlegend saniert. Eröffnet wurden 1996 die Reha-Klinik Moorbad und 1997 die Median-Klinik Heiligendamm. Seit 2000 ist Bad Doberan ein Heilbad. 2005 wurde das neue Rathaus eingeweiht.
Am 13. Juli 2006 übernachtete der US-Präsident George W. Bush in Heiligendamm. Vom 6. bis zum 8. Juni 2007 fand der G8-Gipfel in Heiligendamm statt. Teilnehmer waren u. a. Angela Merkel (Deutschland), Nicolas Sarkozy (Frankreich), Romano Prodi (Italien), Shinzō Abe (Japan), Stephen Harper (Kanada), George W. Bush (Vereinigte Staaten), Tony Blair (Vereinigtes Königreich), Wladimir Putin (Russland) und José Manuel Barroso (Europäische Union).
Von 1952 bis 2011 war Bad Doberan Kreisstadt des gleichnamigen Kreises (bis 1990 im DDR-Bezirk Rostock, danach im Land Mecklenburg-Vorpommern). Seit der Kreisgebietsreform 2011 liegt die Stadt im Landkreis Rostock.

### Geschichte der Ortsteile
Althof: 1171 wurde hier ein Zisterzienserkloster gegründet (siehe dazu Geschichte von Althof).
Heiligendamm wurde 1793 als Seebad gegründet (siehe dazu Geschichte von Heiligendamm und Liste von Bauwerken in Heiligendamm).
Vorder Bollhagen war ein Domanialgut, das zum Amt Doberan gehörte. Der Ökonomierat Rudolf Burmeister bewirtschaftete 1914 das 550 ha große Gut. Das sanierte Gutshaus aus dem 19. Jahrhundert ist heute ein Firmensitz.

## Bevölkerung
| Jahr | Einwohner |
| ---- | --------- |
| 1990 | 12.119    |
| 1995 | 11.321    |
| 2000 | 11.515    |
| 2005 | 11.432    |
| 2010 | 11.325    |
| 2015 | 12.107    |

| Jahr | Einwohner |
| ---- | --------- |
| 2020 | 12.755    |
| 2021 | 12.752    |
| 2022 | 12.954    |
| 2023 | 13.105    |
| 2024 | 13.079    |

 Stand: 31. Dezember des jeweiligen Jahres

## Religion
- Gemeinde der Evangelisch-Lutherischen Kirche in Norddeutschland
- Römisch-katholische Kirchengemeinde St. Marien
- Evangelisch-Freikirchliche Gemeinde (Baptisten)
- Gemeinde der Neuapostolischen Kirche

## Politik

### Stadtvertretung
Die Stadtvertretung von Bad Doberan besteht entsprechend der Einwohnerzahl der Stadt aus 25 Mitgliedern. Die Kommunalwahl am 9. Juni 2024 führte bei einer Wahlbeteiligung von 57,6 % zu folgendem Ergebnis:
| Partei / Wählergruppe                  | Stimmenanteil 2019 | Sitze 2019 |  | Stimmenanteil 2024 | Sitze 2024 |
| -------------------------------------- | ------------------ | ---------- |  | ------------------ | ---------- |
| Bürgermeisterliste JA! zu Bad Doberan  | 15,7 %             | 4          |  | 31,8 %             | 8          |
| AfD                                    | –                  | –          |  | 15,4 %             | 4          |
| CDU                                    | 15,4 %             | 4          |  | 13,4 %             | 3          |
| SPD                                    | 11,7 %             | 3          |  | 08,2 %             | 2          |
| Unabhängige Doberaner Initiative (UDI) | 07,9 %             | 2          |  | 08,1 %             | 2          |
| Bürger für Bürger (BfB)                | 05,5 %             | 1          |  | 05,0 %             | 1          |
| Die Linke                              | 12,9 %             | 3          |  | 04,9 %             | 1          |
| Jugendliste Bürgermeister (JUB)        | –                  | –          |  | 04,6 %             | 1          |
| Aktiv für Mensch und Umwelt (AMU)      | 03,2 %             | 1          |  | 03,3 %             | 1          |
| Feuerwehrverein (FV)                   | –                  | –          |  | 02,4 %             | 1          |
| Kurort und Seeheilbad Status (KUSS)    | 02,3 %             | 1          |  | 02,1 %             | 1          |
| Gewerbe- und Tourismusbund (GTB)       | –                  | –          |  | 00,8 %             | –          |
| Für Doberan                            | 12,3 %             | 3          |  | –                  | –          |
| Jugend-Umwelt-Sport (JUS)              | 04,1 %             | 1          |  | –                  | –          |
| Freie Wähler                           | 02,7 %             | 1          |  | –                  | –          |
| Bürgerbund (BB)                        | 02,6 %             | 1          |  | –                  | –          |
| Tourismusbund (TB)                     | 01,7 %             | –          |  | –                  | –          |
| Einzelbewerber Nikolaos Theodorou      | 01,3 %             | –          |  | –                  | –          |
| Einzelbewerber Thomas Gipp             | 00,8 %             | –          |  | –                  | –          |
| Insgesamt                              | 100 %              | 25         |  | 100 %              | 25         |

### Bürgermeister
- 1879–1895: Wilhelm Schmidt (1844–1895)
- 1895–1913: Carl Reeps
- 1914–1918: Friedrich von Bülow (1835–1922) als Staatsminister während der Kriegszeit
- 1919–1931: Wilhelm Stüdemann
- 1931–1935: Ernst Barten (1901–1945), ab 1933 NSDAP
- 1935–1940: Karl Heini Albrecht (NSDAP)
- 1940 :     Erich Brockmann (1909–1946) kommissarisch
- 1940–1945: Dr. Karl Reinicke (1873–1945) - kommissarisch
- 1945–1950: Joachim Butz
- 1950–1950: Walter Nörgard
- 1950–1954: Karl Jehring
- 1954–1957: Josef Federl
- 1957–1965: Friedrich Techen
- 1965–1969: Fritz Fabian
- 1969–1979: Georg Golombek
- 1979–1984: Arno Schrank
- 1984–1990: Jürgen Jednoralski
- 1990–1997: Berno Grzech (CDU)
- 1997–1998: kommissarisch durch Stellvertreter
- 1998–2012: Hartmut Polzin (SPD)
- 2012–2019: Thorsten Semrau (parteilos)[16]
- seit 2019: Jochen Arenz (parteilos)

Arenz wurde in der Bürgermeisterwahl am 21. Oktober 2018 mit 55,7 % der gültigen Stimmen für eine Amtszeit von sieben Jahren gewählt.

### Wappen
| Wappen der Stadt Bad Doberan | Blasonierung: „Geteilt durch einen querrechten, mit der Krümme nach oben gewendeten silbernen Abtsstab; oben in Gold ein laufender roter Hirsch; unten in Blau ein schwimmender, rot gezungter silberner Schwan auf silbernen Wellen.“ |
| Wappen der Stadt Bad Doberan | Wappenbegründung: Im Wappen erinnert der Abtsstab an den Ursprung des Ortes, an das seine Entwicklung über Jahrhunderte bestimmende Kloster. Hirsch und Schwan könnten zum einen den reichen Wildbestand der Gegend und die auf dem nahen Conventer See noch jetzt vorhandenen Schwäne verdeutlichen, zum anderen aber auch die Sage versinnbildlichen, nach der Heinrich Borwin I., Fürst zu Mecklenburg, entschieden haben soll, das Kloster dort neu zu errichten, wo er das erste Wild erlegen wird. Als er sodann in einem sumpfigen Bruchwald einen Hirsch schoss, soll sich aus dem Röhricht ein wilder Schwan mit dem Ruf dobr, dobr erhoben haben. Das Wappen wurde vom Heraldiker Carl Teske gestaltet, am 24. Juni 1879 vom Großherzog Friedrich Franz II. von Mecklenburg-Schwerin verliehen und unter der Nr. 24 der Wappenrolle des Landes Mecklenburg-Vorpommern registriert. |

Historisches Wappen
| Wappen der Stadt Bad Doberan 1943–1945 | Blasonierung: „Geteilt durch eine quergestellte silberne Treuerune; oben in Gold ein springender roter Hirsch; unten in Blau ein schwimmender, golden bewehrter silberner Schwan auf silbernen Wellen.“ |
| Wappen der Stadt Bad Doberan 1943–1945 | Wappenbegründung: Das Wappen unterschied sich nicht wesentlich von dem heute verwendeten; es verlor schon bald nach dem Ende des II. Weltkrieges seine Gültigkeit. Das Wappen wurde vom Heraldiker Hans Herbert Schweitzer gestaltet und am 1. Oktober 1943 durch den Reichsstatthalter in Mecklenburg verliehen. |

### Flagge und Farben

Flagge der Stadt Bad Doberan

Die Flagge ist blau-weiß-rot (1:1:1) längs gestreift. Die Höhe des Flaggentuchs verhält sich zur Länge wie 3:5.
Die Farben der Stadt Bad Doberan sind Gold und Blau.

### Dienstsiegel
Das Dienstsiegel zeigt das Wappen der Stadt mit der Umschrift STADT BAD DOBERAN.

### Städtepartnerschaften
Die Stadt Bad Doberan unterhält seit 1989 eine Partnerschaft mit der schleswig-holsteinischen Stadt Bad Schwartau.

## Sehenswürdigkeiten und Kultur

### Bauwerke
- Kloster Doberan mit dem Münster
- Beinhaus auf dem Klostergelände

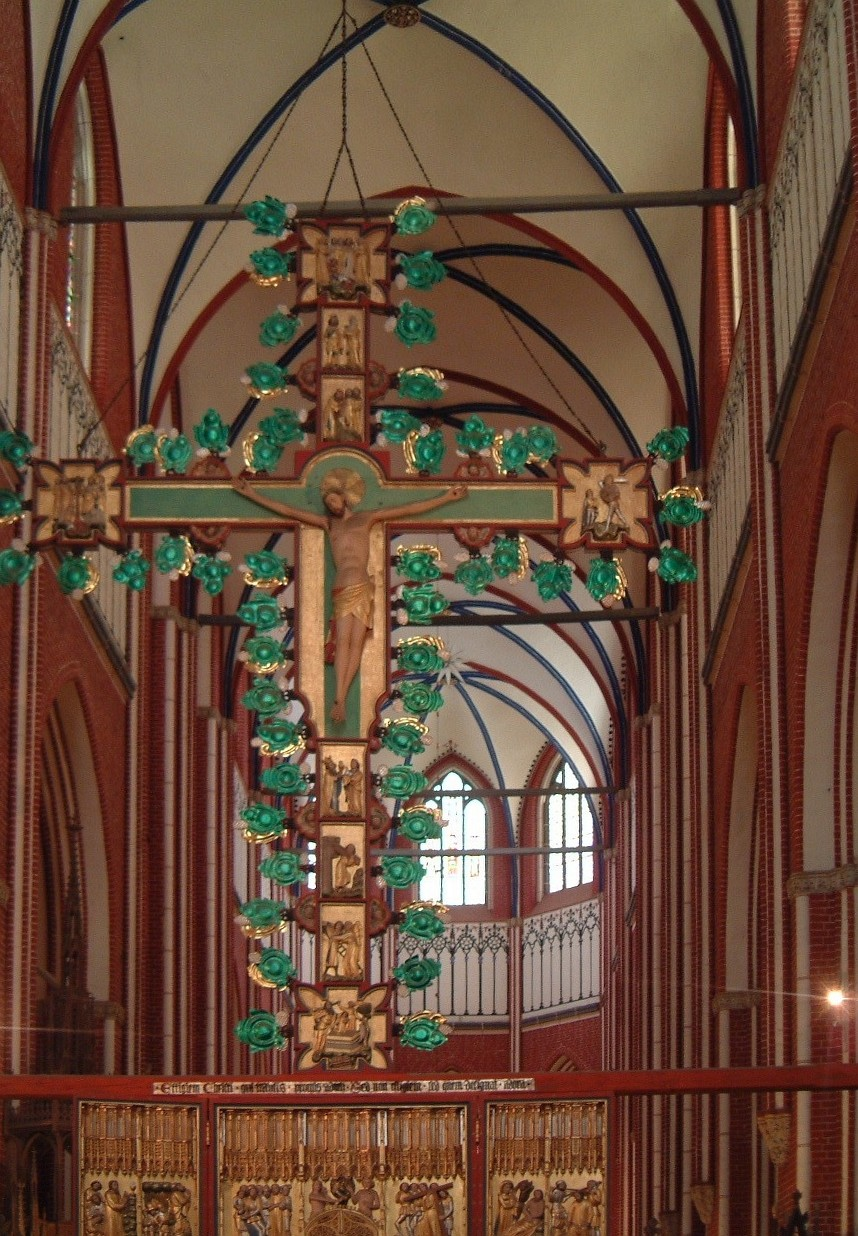
Münster, Christusseite des Kreuzaltars

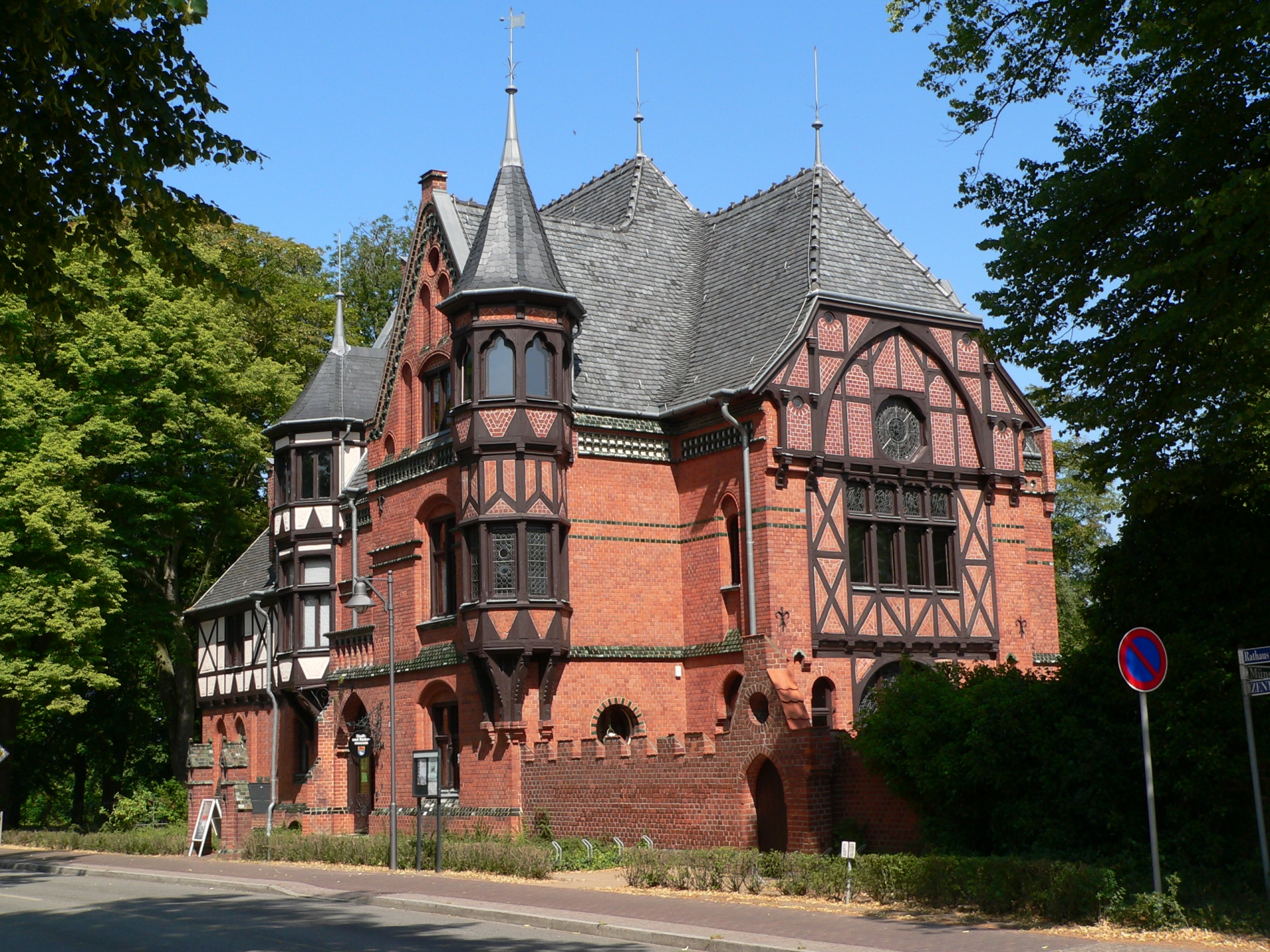
Möckelhaus (Stadt- und Bädermuseum)

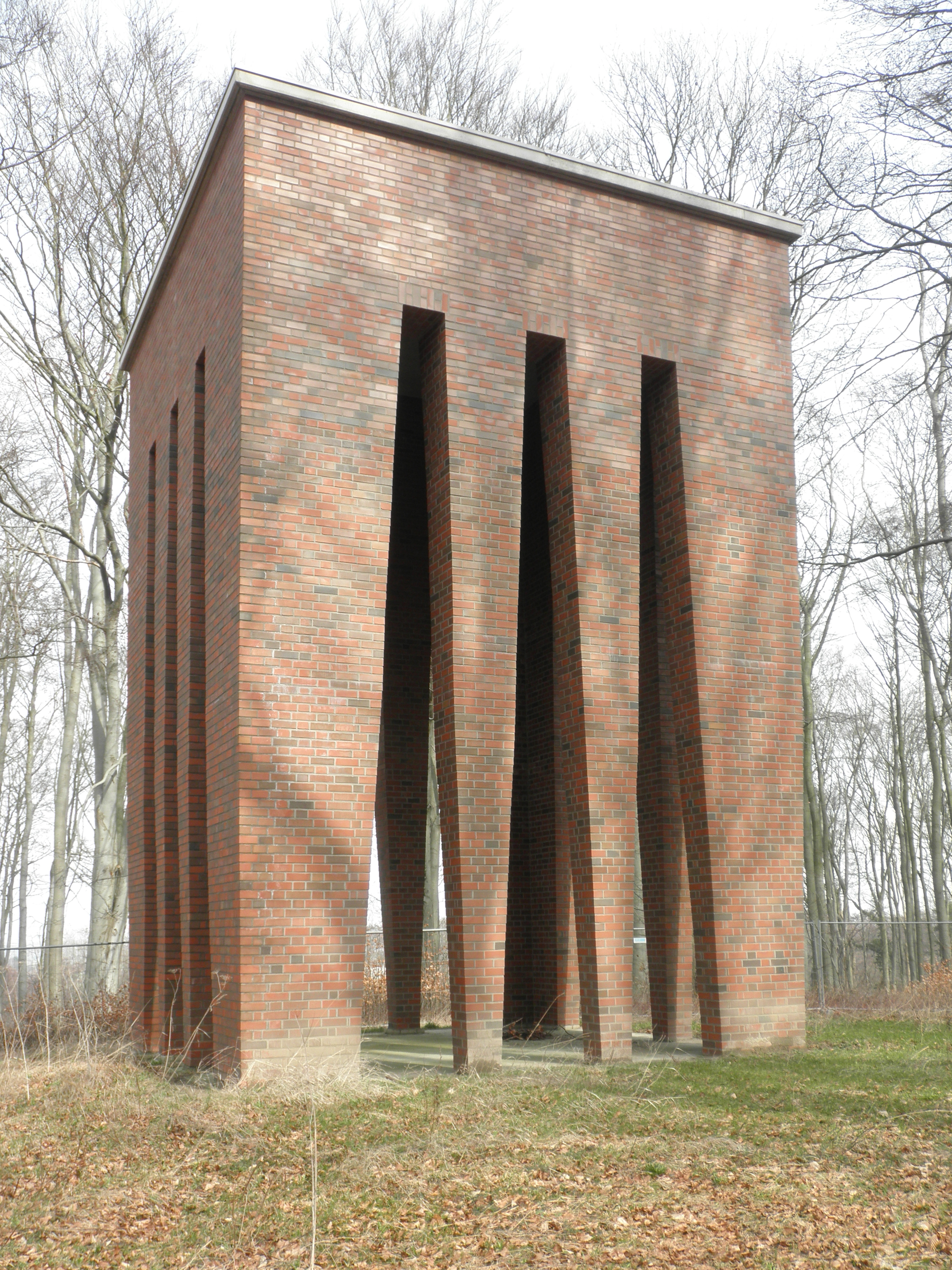
Ehrenmal für die im Ersten Weltkrieg Gefallenen

- Kamp, Parkanlage im englischen Stil (mit Eichen, Linden, Kastanien und Rüstern) und die mit ihm eine künstlerische Einheit bildenden Gebäude im reinsten klassizistischen Stil, hierzu gehören:
  - Kurhaus, einstiges Logierhaus von 1793 von v. Seydewitz geplant
  - Salongebäude von 1802 nach Plänen von Carl Theodor Severin, sein Festsaal gilt als der besterhaltene klassizistische Innenraum Bad Doberans
  - Großes Palais von 1806/09, von Severin geplant, besondere Kostbarkeiten sind im ovalen Gartensaal eine bemalte Decke und Tapeten mit Darstellung zur Amor-und-Psyche-Sage des Apuleius nach Entwürfen von Lois Lafitte und Mary Blonder, 1820 in Paris gedruckt
- Haus Severinstraße 5, von 1825 von Severin geplant, für den herzoglichen Leibkoch Gaetano Medini gebaut, mit lebendig gegliederter Fassade
- Prinzenpalais am Kamp/Alexandrinenplatz 8 von 1822
- Haus Gottesfrieden am Kamp/Alexandrinenplatz 5, von 1824 von Severin geplant
- Roter und Weißer Pavillon von 1809 bzw. 1813 im Kamp, einzige und dazu verspätete Chinoiserie in Mecklenburg, enthielten zunächst einen Musikpavillon und Kaufmannsboutiquen, heute Kunstgalerie und Restaurant
- Wasserturm auf dem Tempelberg, Baubeginn 1927, heute Wohnhaus
- Ostseerennbahn, hier findet jährlich das Musikfestival Zappanale statt
- Heiligendamm, ältester Seebadeort Deutschlands
- Kapelle in Althof aus dem 15. Jahrhundert, einschiffiger, kreuzrippengewölbter Bau aus Backstein, in den Jahren von 1886 bis 1888 durch Möckel entscheidend verändert
- Ruine Klosterscheune in Althof, gotische Anlage mit einer Reihe spitzbogiger Arkaden
- Gutshaus Vorder Bollhagen

### Museen
- Stadt- und Bädermuseum, Dauerausstellung zur Geschichte von Doberan-Heiligendamm im ehemaligen Wohnhaus des Architekten und Baumeisters Gotthilf Ludwig Möckel, der diese neogotische Villa 1886 bis 1888 baute
- Ehm Welk-Haus, kulturelle Begegnungsstätte im ehemaligen Wohnsitz des Schriftstellers Ehm Welk

### Geschichtsdenkmale
- Ehrenmal für die im Ersten Weltkrieg gefallenen und vermissten Soldaten aus Doberan auf dem Buchenberg (im Volksmund Backenzahn genannt). Die ursprüngliche Widmung wurde entfernt, vor dem Ehrenmal befindet sich heute ein weißes Kreuz. Das Ehrenmal wurde Ende der 1920er Jahre gebaut. Der Entwurf stammt von Hans Carlson, der auch die Kosten für den Bau übernahm. 2001 wurde das Denkmal wegen Baufälligkeit abgerissen und 2002 erneut aufgebaut. Die Tafeln mit den Namen der Gefallenen fehlen seitdem.[22]
- Ehrenmal aus den 1960er Jahren vor der Realschule Buchenberg an der Ehm-Welk-Straße für die Opfer des Faschismus, gestiftet vom Schriftsteller Ehm Welk
- Ehrenmal aus dem Jahr 1986 vom Bildhauer Reinhard Dietrich in der Nähe des Münsters für die Opfer des Faschismus
- Gedenkstein von 1970 vor der Schule an der Beethovenstraße zur Erinnerung an den kommunistischen Reichstagsabgeordneten Ernst Schneller, der im KZ Sachsenhausen ermordet wurde. Die Schule hat ihren Namen abgelegt, den sie zu DDR-Zeiten trug. Der Gedenkstein wurde im Zuge der Renovierung der ehemaligen Ernst-Schneller-Schule entfernt.

## Wirtschaft und Infrastruktur

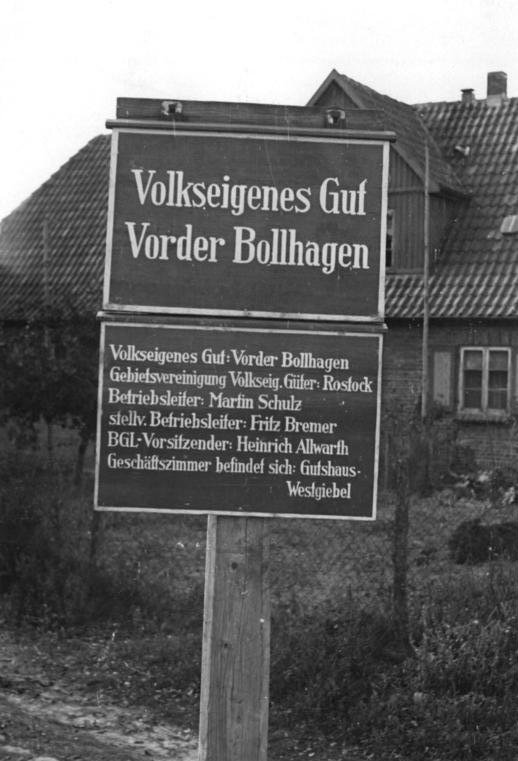
Eingang zum damals Volkseigenen Gut Vorder Bollhagen.

### Wirtschaft
Bad Doberan ist Sitz der Glashäger Brunnen GmbH, die mit ihren Mineralwasser-Produkten Marktführer im Mehrwegsegment in Mecklenburg-Vorpommern ist.
Des Weiteren sind die Kreisverwaltung Bad Doberan und das Grand Hotel in Heiligendamm einer der größten Arbeitgeber der Stadt.
Bad Doberan verfügt über zwei Gewerbegebiete, Eikboom (28,5 ha) und Walkenhagen (19,1 ha). Beide liegen an der B 105 am Ortsausgang Richtung Rostock.
Im Bad Doberaner Ortsteil und ehemaligen Gut Vorder Bollhagen werden in einem Landwirtschaftsbetrieb bereits seit über 75 Jahren Pferde gezüchtet. Dabei spielte schon damals die Nähe zum Seebad Heiligendamm und zur Pferderennbahn eine entscheidende Rolle und machen das Gestüt bis in die Gegenwart zu einem Standort für die Zucht. Heute werden Holsteiner Springpferde gezüchtet. Zusätzlich wird Ökolandbau mit Direktvertrieb betrieben.

### Verkehr

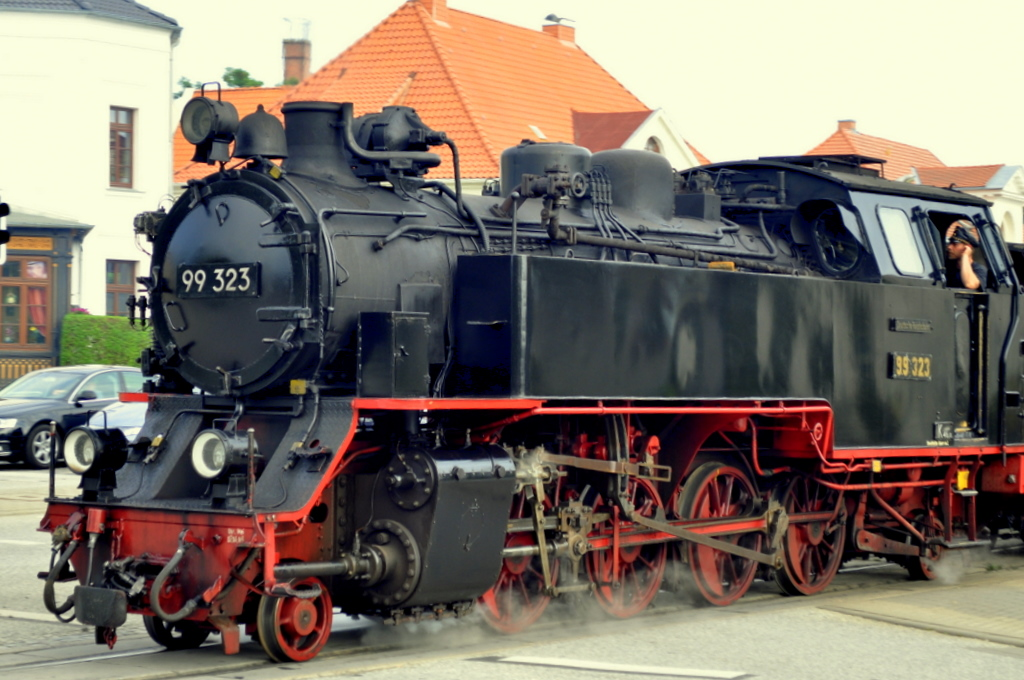
Dampflok der Bäderbahn Molli

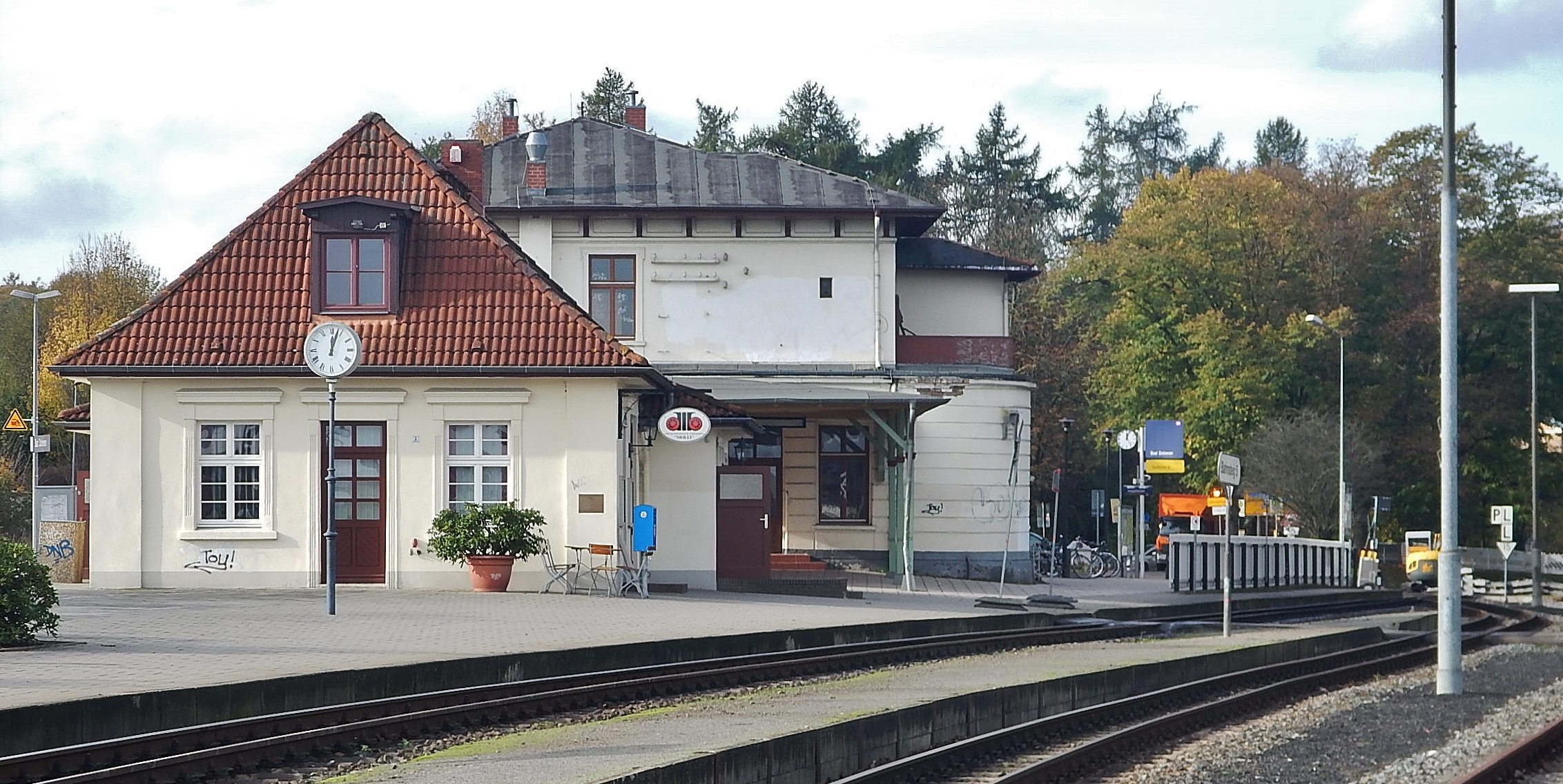
Bahnhof Bad Doberan – Blick auf den Molli-Bahnsteig

Bad Doberan liegt an der Bundesstraße B 105 zwischen Wismar und Rostock sowie an den Landesstraßen L 12 (Kühlungsborn–Bad Doberan–Warnemünde) und L 13 (Bad Doberan–Schwaan). Die nächstgelegene Autobahnanschlussstelle ist Bad Doberan an der Ostseeautobahn A 20 zwischen Wismar und Rostock in 15 Kilometern Entfernung.
Der Bahnhof Bad Doberan liegt an der Bahnstrecke Wismar–Rostock. Er wird von der Regionalbahnlinie RB 11 (Wismar–Rostock–Tessin) im Stundentakt bedient. Die Regionalbahnlinie RB 12 (Bad Doberan–Rostock–Graal-Müritz) verkehrt nur in der Hauptverkehrszeit (HVZ) ab/an Bahnhof Bad Doberan.
Die Bäderbahn Molli (Regionalbahnlinie RB 31) verbindet die eigentliche Stadt Bad Doberan mit dem an der Ostseeküste gelegenen Stadtteil Heiligendamm und der Stadt Ostseebad Kühlungsborn. Hier hält die Schmalspurbahn in den Bahnhöfen Kühlungsborn-Ost, dem früheren Bulthaupten und Kühlungsborn-Mitte. Endstation des Molli ist in Kühlungsborn-West, dem früheren Arendsee.
Bad Doberan befindet sich in der Zone 8 des Verkehrsverbundes Warnow. Mehrere Buslinien verbinden den Ort mit der umliegenden Region. Etwa 40 Kilometer südöstlich der Stadt befindet sich der Flughafen Rostock-Laage.

### Bildung
- Friderico-Francisceum, gegründet am 21. April 1879 durch Friedrich Franz II.
- Berufliche Schule des ehemaligen Landkreises Bad Doberan mit den Schwerpunkten Ernährung/Hauswirtschaft und Wirtschaft/Verwaltung.
- Förderschule am Kellerswald
- Regenbogenschule auf dem Doberaner Buchenberg, eine Schule zur individuellen Lebensbewältigung.
- Die Stadt Bad Doberan unterhält auf dem Buchenberg und am Kamp zwei weitere Schulstandorte.
- Christliche Münster Schule, seit 2004 vom christlichen Schulverein Bad Doberan betrieben mit reformpädagogischem Ansatz.

### Sport

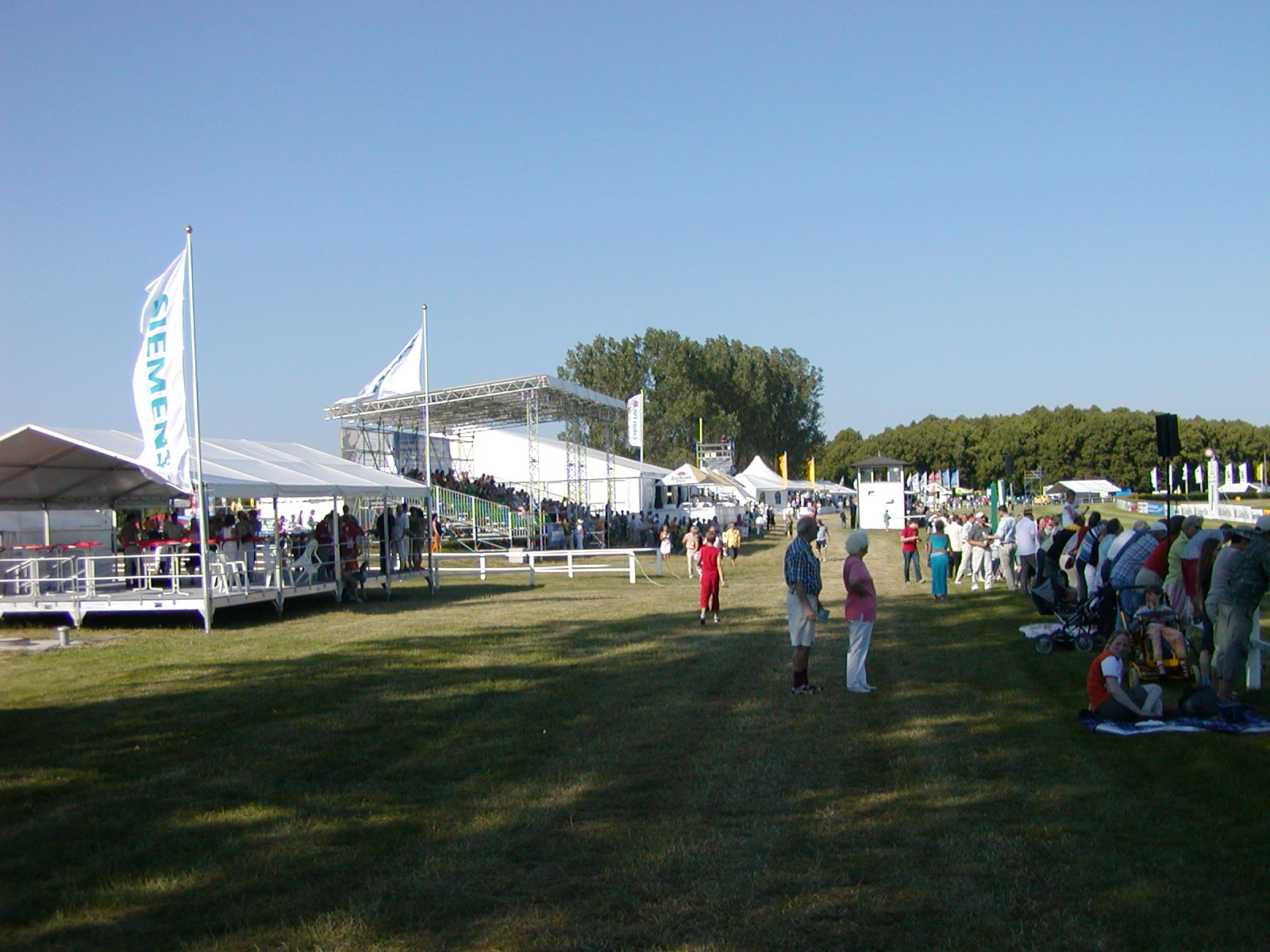
Ostseerennbahn

- Ostseerennbahn, erste Pferderennbahn auf dem europäischen Kontinent, 1823 nach englischem Vorbild angelegt
- Fußball: Doberaner FC
- Radsport/Triathlon: Doberaner SV, Abt. Radsport/Triathlon
- Handball: Doberaner SV, -Männer: Handball-Oberliga Ostsee-Spree; Frauen: Landesoberliga
- Leichtathletik: Doberaner SV

## Persönlichkeiten

### Ehrenbürger
- 1915: Friedrich von Bülow (1835–1922), Amtshauptmann, Oberlanddrost[26]
- 1954: Ehm Welk (1884–1966), Schriftsteller

Bad Doberan war nach Stavenhagen (April 1932) und Waren (Mai 1932) die dritte Stadt in Mecklenburg, die Adolf Hitler zum Ehrenbürger ernannte (August 1932). Obwohl eine Ehrenbürgerschaft stets mit dem Tod der geehrten Person endet, hat der Stadtrat von Bad Doberan diese Ehrenbürgerschaft am 2. April 2007 nochmals formell aberkannt.
- 1991: Hans-Martin Ehlers (1906–1994), Pastor und Propst am Doberaner Münster

### Söhne und Töchter der Stadt
- Johann Ludwig Schumacher (1796–1855), Fiskalbeamter und Parlamentarier
- Carl Georg Schumacher (1797–1869), Hofmaler in Schwerin
- Johannes Röper (1801–1885), Botaniker, Bibliothekar, Rektor der Universität Rostock
- Gotthilf Ludwig Möckel (1838–1915), Architekt, Hofbaurat
- Carl Goesch (1853–1943), Rechtswissenschaftler
- Ludwig Bang (1857–1944), Historien- und Genremaler
- Johanna André (1861–1926), Schauspielerin und Sängerin
- Eduard Heyck (1862–1941), Kulturhistoriker und Schriftsteller
- Albert Kasch (1866–nach 1908), Tischler und Bildschnitzer
- Hans Witte (1867–1945), Archivar und Historiker
- Friedrich von Bülow (1870–1929), Konteradmiral der Kaiserlichen Marine
- Paul Löwigt (1873–1934), erster sozialdemokratischer Bürgermeister von Lübeck
- Hans Raspe (1877–1957), Jurist, Bürgermeister von Wismar
- Julius Hüniken (1878–1975), Gutsbesitzer und Forstmann
- Johannes Behm (1883–1948), Theologe
- Ernst Voß (1886–1936), Theologe
- Heinz Maybaum (1896–1955), Historiker, Lehrtätigkeit an der Universität Rostock
- Friedrich Viktor Prinz von Hohenzollern-Sigmaringen (1891–1965), Chef des Hauses Hohenzollern-Sigmaringen, in Heiligendamm geboren
- Otto Schünemann (1891–1944), Generalleutnant der Wehrmacht
- Hans Hermann Wilhelm Baas (1902–1979), Werftarbeiter und Politiker (KPD)
- Olaf Klose (1903–1987), Kunsthistoriker und Bibliothekar
- Fritz Flint (1917–1999), Politiker (CDU)
- Kurt von der Osten (1922–1989), Generalleutnant der Bundeswehr
- Klara Enss (1922–2001), Natur- und Umweltschutzaktivistin
- Jürgen Schriefer (1929–2014), Musik- und Gesangspädagoge, Komponist
- Günter Lorenz (* 1932), General der Nationalen Volksarmee
- Joachim Schmettau (* 1937), Bildhauer
- Jürgen Jahncke (1938–2022), Autor, Historiker und Lehrer
- Heinz Dieter Kutzbach (1940–2024), Ingenieur und Professor
- Hans Wolf (* 1940), US-amerikanischer Radrennfahrer
- Sigrid Vagt (* 1941), Übersetzerin
- Heike Müns (* 1943), Volkskundlerin und Autorin
- Peter Eichstädt (* 1950), SPD-Politiker
- Karl-Heinz Oberfranz (* 1951), Radsportler
- Frank Paschek (* 1956), Leichtathlet
- Michael Buddrus (* 1957), Historiker
- Norbert Clemens Baumgart (* 1959), Theologe und Hochschullehrer
- Herbert Maronn (* 1959), Fußballfunktionär
- Frank-Michael Malchow (* 1961), Politiker (Tierschutzpartei, DIE FRAUEN)
- Hiltrud Werner (* 1966), Managerin, Vorstandsmitglied der Volkswagen AG
- Felix Drahotta (* 1989), Ruderer

### Persönlichkeiten, die in Bad Doberan wirken oder gewirkt haben
- Carl Theodor Severin (1763–1836), Architekt in Doberan und Heiligendamm
- Johann Hermann Becker (1770–1848), Badearzt in Doberan
- Johann David Wilhelm Sachse (1772–1860), Mediziner, machte sich um das Kurbad und dessen Ruf verdient
- Gaetano Medini (1772–1857), italienischer Koch am mecklenburgischen Hof, lebte und starb in Doberan
- Heinrich Rasche (1794–1876), Orgelbauer, ab 1846 Werkstatt in Doberan, lebte und starb hier
- Karl von Maltzahn (1797–1868), Mitbegründer der Doberaner Rennbahn
- Felix Mendelssohn Bartholdy (1809–1847) weilte als 15-Jähriger im Sommer 1824 einige Wochen in Doberan und komponierte hier unter anderem die Doberaner Blasmusik.
- Carl Scheven (1826–1890), Theologe, Superintendent in Doberan
- Gotthilf Ludwig Möckel (1838–1915), Architekt und Baumeister, lebte und arbeitete in Doberan
- Rudolf Sieger (1867–1925), Maler, Schüler von Louis Corinth, wohnte von 1908 bis 1918 in Doberan
- Adolf Friedrich, Herzog zu Mecklenburg [-Schwerin] (1873–1969), lebte von 1924 bis 1945 in Bad Doberan
- Wipert von Blücher (1883–1963), Diplomat, deutscher Botschafter in Finnland, Publizist, damals wohnhaft Dammchaussee
- Ehm Welk (1884–1966), Schriftsteller, lebte seit 1950 in Bad Doberan
- Willy Brandt (1885–1975), Pädagoge, leitete von 1937 bis 1950 das Gymnasium, 1945 an der kampflosen Übergabe der Stadt an die sowjetischen Truppen beteiligt
- Herman Wirth (1885–1981), völkischer Pseudohistoriker, leitete in Bad Doberan während der NS-Zeit ein „Forschungsinstitut für Geistesurgeschichte“
- Gerhard Ringeling (1887–1951), Schriftsteller, als Lehrer in Bad Doberan tätig
- Willi Henning-Hennings (1888–1974), Bildhauer und Lehrer am Gymnasium
- Kate Diehn-Bitt (1900–1978), Malerin, besuchte in Bad Doberan die Höhere Töchterschule
- Albrecht Beyer (1902–1972), Theologe und Hochschullehrer
- Hans-Martin Ehlers (1906–1994), Pastor und Propst am Doberaner Münster
- Reinhard Schmidt (1917–1980), Bildhauer, u. a. Skulptur Am Kamp „Der Melker“, Relief „Die Heiden von Kummerow“ am Ehm-Welk-Haus, war wohnhaft Klaus-Groth-Straße
- Brigitte Ringeling (1921–1994), Keramikerin, arbeitete ab 1951 in Bad Doberan
- Claus von Amsberg (1926–2002), Prinzgemahl der niederländischen Königin, 1933–1936 und 1943 Schüler des Friderico-Francisceum-Gymnasiums in Bad Doberan
- Renata Ahrens (1929–2023), Schmuckgestalterin und Kunsthandwerkerin, lebte seit 1971 in Bad Doberan
- Wilfried Homuth (* 1940), Maler und Grafiker, lebt seit 1980 in Bad Doberan
- Dagmar Haucke-Liebscher (* 1944), Keramikerin, lebt seit 1971 in Bad Doberan

## Dokumentarfilm
- 1986: Doberaner Jubiläum (DEFA-Dokumentarfilm, Regie: Friedrich Rochow)[28]